# 해봉
해봉(영어: Sea Bee Athletic Association) 또는 해봉 체육회, (중국어: 海蜂 or 海峰)는 홍콩의 축구 클럽으로, 1994년 해체되었다.